# Arthroleptis troglodytes
Arthroleptis troglodytes Poynton, 1963 è un anfibio anuro, appartenente alla famiglia degli Artroleptidi.

## Distribuzione e habitat
È endemica della Zimbabwe. Si trova sui monti Chimanimani sopra i 1500 metri di altitudine. Probabile nel vicino Mozambico.